# Nieuport

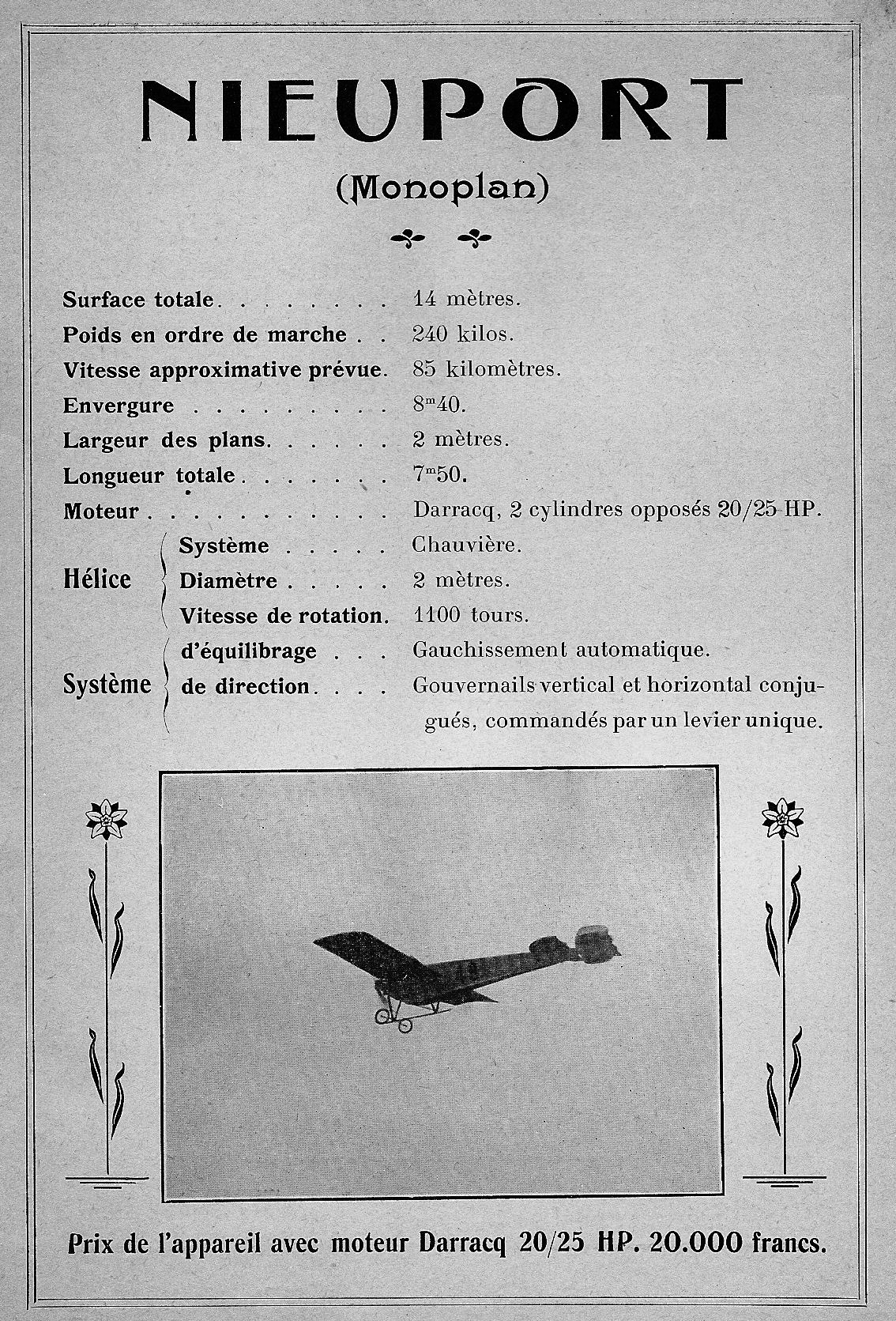
Catálogo da Nieuport para o seu "monoplan", 1911.

Nieuport, e mais tarde Nieuport-Delage, foi uma companhia francesa fabricante de aviões. Seus primeiros modelos eram aviões de corrida. modelos de caças se destacaram durante a Primeira Guerra Mundial.

## Histórico
Criada originalmente em 1902 com o nome de Nieuport-Duplex para a fabricação de componentes de motores, a empresa foi reorganizada em 1909 como Société Générale d'Aéro-locomotion, passando a se dedicar a fornecer componentes para o setor de aviação. Nesse período seus primeiros aviões foram construídos. Ela no entanto, tinha dificuldade em encontrar motores adequados para seus aviões e em 1910, produziu o seu próprio motor, um dois cilindros opostos produzindo 28 hp. Esse motor foi instalado no Nieuport II e provou ser um sucesso.

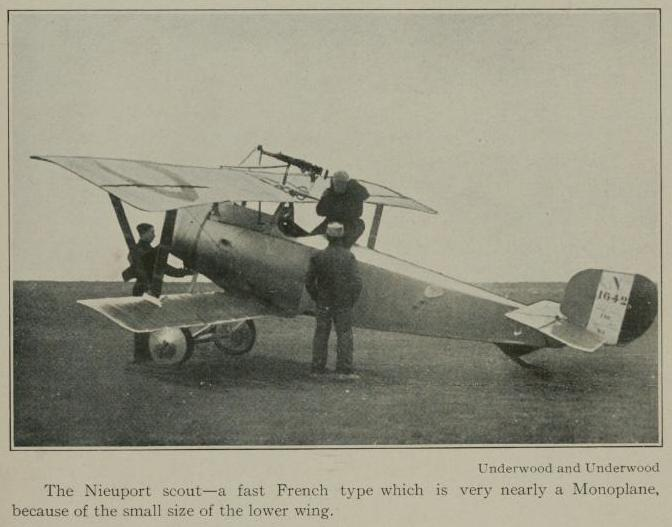
Um caça Nieuport 21.

Em 1911, a companhia passou por nova reformulação passando a se chamar Nieuport et Deplante. No mesmo ano, Edouard Nieuport (1875–1911) um dos vários irmãos morreu num acidente aéreo e a companhia foi assumida por Henri Deutsch de la Meurthe, e com isso, passou a se chamar Société Anonyme des Établissements Nieuport e o desenvolvimento dos desenhos existentes, continuou. Charles Nieuport, o segundo irmão e projetista, morreu num outro acidente aéreo em 1912, e o cargo de projetista chefe foi assumido pelo engenheiro suíço Franz Schneider. Schneider deixou a Nieuport no final de 1913.
Com a saída de Schneider, o cargo de projetista chefe foi assumido por Gustave Delage em Janeiro de 1914. Depois de trabalhar num projeto que viria a dar origem ao Nieuport 10, que prestou excelentes serviços ao Royal Naval Air Service (R.N.A.S.) do Reino Unido e também aos serviços aéreos da França e da Rússia, chegando a ser usado como avião de caça juntamente com o mais potente Nieuport 12.
Devido a esses sucessos a Nieuport desenvolveu uma versão melhorada para uso específico como avião de caça - o Nieuport 11, que herdou o apelido de bébé (bebê) do modelo 10 no qual era baseado, sendo apenas um pouco menor.
Até o final de 1917, a maior parte da produção da companhia era baseada em sucessivas evoluções desse modelo, até chegar ao Nieuport 27, que permaneceu em serviço até a primavera de 1918.

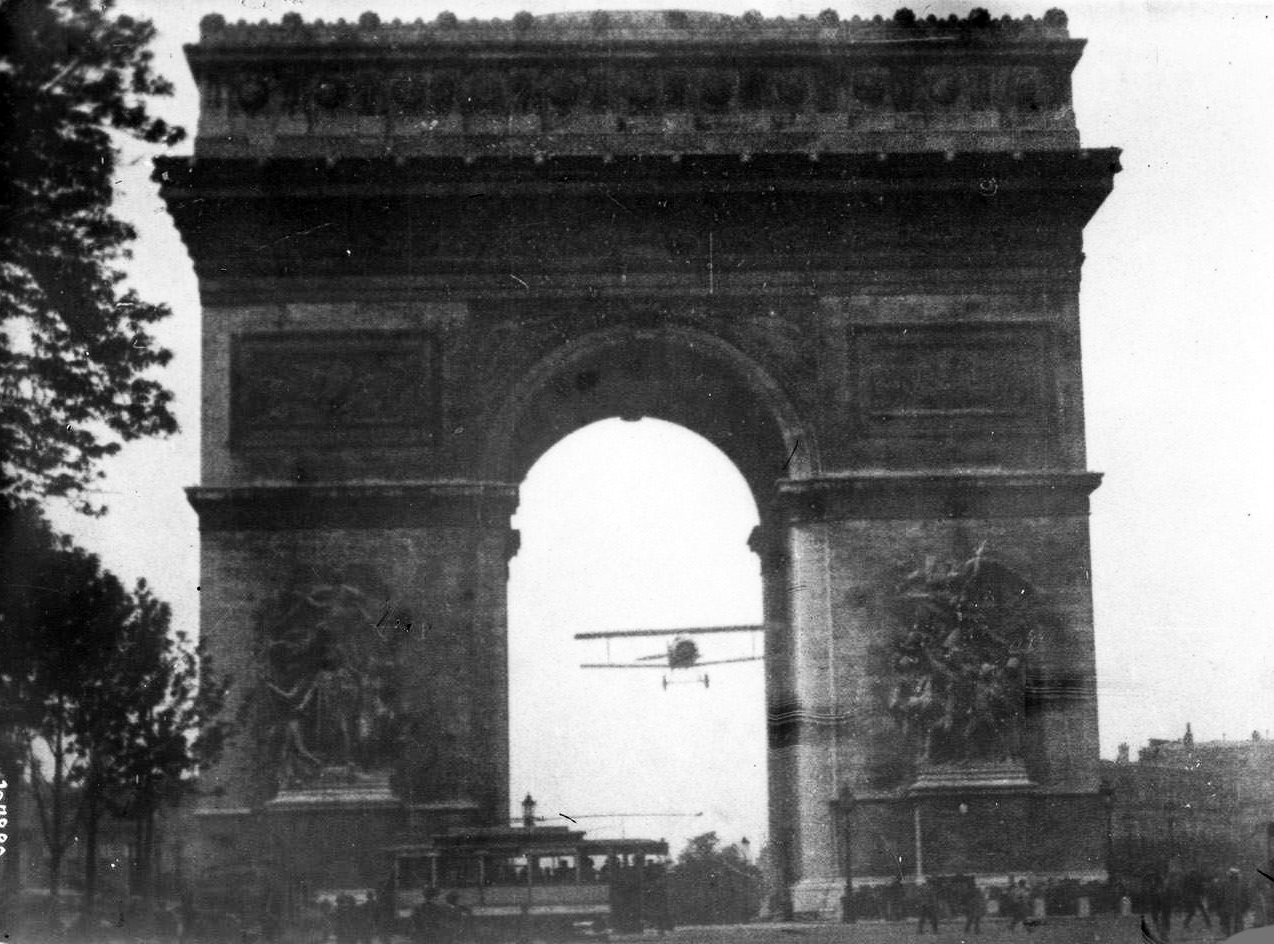
Charles Godefroy voa um caça Nieuport através do Arco do Triunfo em 1919.

Alguns pilotos, notadamente Albert Ball e Charles Nungesser preferiam os Nieuport devido a seus controles sensíveis e manobrabilidade. Os pilotos Eddie Rickenbacker e Billy Bishop voaram Nieuports em algumas de suas primeiras vitórias, com Bishop obtendo a dele quando o Nieuport 23 que ele voava já era obsoleto.
O próximo projeto, o Nieuport 28, teve vida curta e limitada, pois o governo francês já havia escolhido o SPAD S.XIII como seu principal avião de caça. Devido a isso, o Nieuport 28 foi cedido para United States Army Air Service (USAAS), e apesar de seu uso limitado e por um curto período, foi o primeiro caça a ser usado operacionalmente por um esquadrão dos Estados Unidos.
Os Nieuports foram largamente utilizados pelas forças aéreas aliadas, e vários modelos foram construídos sob licença na Itália (pela Nieuport-Macchi), Rússia e Reino Unido.
Na manhã de 8 de Agosto de 1919, três semanas após a parada da vitória em Paris, marcando o fim das hostilidades da Primeira Guerra Mundial, Charles Godefroy voou um caça Nieuport com estrutura em "V" através do Arco do Triunfo em Paris. O evento foi filmado.

## Modelos produzidos
Os últimos três dígitos das designações (exceto o NiD 120 e o LN.160), o terceiro dígito representa uma subvariante sendo o "0" a variante base, de forma que um 640 e um 64 representam o mesmo modelo.
- Nieuport I
- Nieuport II
- Nieuport III
- Nieuport IV
- Nieuport VI
- Nieuport VIII
- Nieuport X
- Nieuport XI
- Nieuport-Dunne
- Nieuport Carton-Pate[13]
- Nieuport 9
- Nieuport 10
  - Nieuport 83
- Nieuport 11
- Nieuport 12
  - Nieuport 80 e 81
- Nieuport 12bis
- Nieuport 13
- Nieuport 14
  - Nieuport 82
- Nieuport 15
- Nieuport 16

- Nieuport 17
- Nieuport 17bis
- Nieuport 18
- Nieuport 19
- Nieuport 20
- Nieuport 21
- Nieuport 23
- Nieuport 24
- Nieuport 24bis
- Nieuport 25
- Nieuport 27
- Nieuport 28
- Nieuport Madon

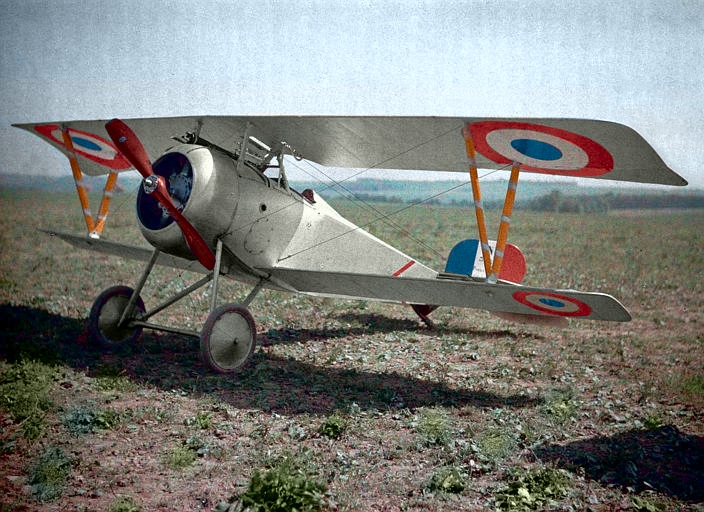
Fotografia original de 1917 (colorida digitalmente) de um caça Nieuport 17 C.1 da Primeira Guerra Mundial.

- Nieuport 29/Nieuport-Delage NiD 29
- Nieuport 30T/Nieuport-Delage NiD 30T
- Nieuport 31/31Rh
- Nieuport-Delage NiD 32/32M/32Rh
- Nieuport-Delage NiD 33
- Nieuport-Delage NiD 37
- Nieuport-Delage NiD 38 e NiD 39
- Nieuport-Delage NiD 40
- Nieuport-Delage 41/Sesquiplan
- Nieuport-Delage NiD 42
- Nieuport-Delage NiD 43[14]
- Nieuport-Delage NiD 44
- Nieuport-Delage NiD 450 & 650
- Nieuport-Delage NiD 46
- Nieuport-Delage NiD 48[15]
- Nieuport-Delage NiD 50[16]
- Nieuport-Delage NiD 52
- Nieuport-Delage NiD 54[17]
- Nieuport-Delage NiD 580[18]
- Nieuport-Delage NiD 62
- Nieuport-Delage NiD 64, 640 & 641
- Nieuport-Delage NiD 72
- Nieuport-Delage NiD 740[19]
- Nieuport-Delage NiD-120
- Loire-Nieuport LN.10
- Loire-Nieuport LN.30
- Loire-Nieuport LN.40
- Loire-Nieuport LN.160

Durante a Primeira Guerra Mundial, os aviões Nieuport, algumas vezes eram referenciados pela sua área de asa (em metros quadrados) em vez das designações oficiais.
- Os Nieuport 10 e 83 eram Nieuports 18-metros
- Os Nieuport 11 e 16 eram Nieuports 13-metros
- Os Nieuport 12, 12bis, 20, 80 e 81 eram Nieuports 23-metros
- Os Nieuport 17, 17bis, 21, 23, 24, 24bis, e 27 eram Nieuports 15-metros[20]